# Monastère de Saint-Siméon
Le monastère de Saint-Siméon (Deir Amba Samaan ou Deir Anba Hadra), est l’un des plus importants monuments de l’époque chrétienne construit en Égypte. Il est situé au sommet du plateau face à l'île Éléphantine, à l’ouest des tombeaux des nomarques, à deux kilomètres de la rive occidentale du Nil.

## Fondation
La date de fondation du monastère n'est pas connue précisément, cependant l'étude épigraphique des stèles funéraires ainsi que l'analyse des peintures murales permet d'estimer sa construction au VIIe siècle.
Il serait dédié à Anba Hadra, anachorète nommé évêque de Syène sous le pontificat de Théophile d'Alexandrie au IVe siècle. Il aurait été enterré dans une église située sur l'île Éléphantine.
Le monastère fut vraisemblablement abandonné au XIIe siècle.
L’appellation « monastère de Saint Siméon » n'apparaît que dans des ouvrages européens du XIXe siècle et n'a aucune origine historique.

## Description

### Plan d'ensemble

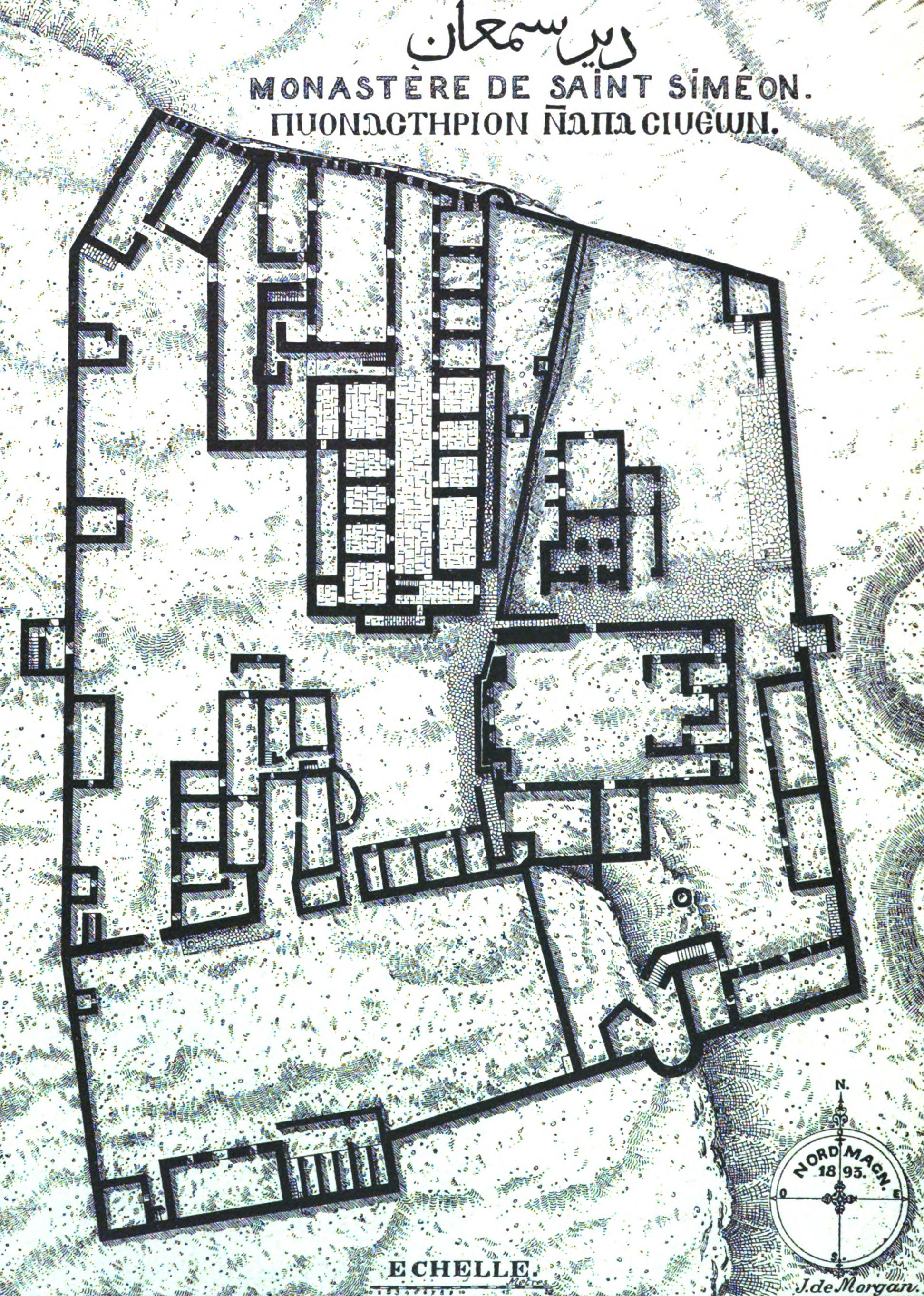
Plan du monastère selon J. de Morgan

Cet édifice est l’un des plus grands monastères d’Égypte.
Il est bâti sur deux niveaux différents séparés par un escarpement. Le niveau inférieur, à l'est, était ouvert aux fidèles et aux pèlerins et permettait d'accéder à une grande église, le niveau supérieur, à l'ouest, était réservé aux moines.
Les deux niveaux sont reliés par deux escaliers, chaque niveau ayant sa propre entrée, à l'est pour le niveau inférieur, à l'ouest pour le niveau supérieur.

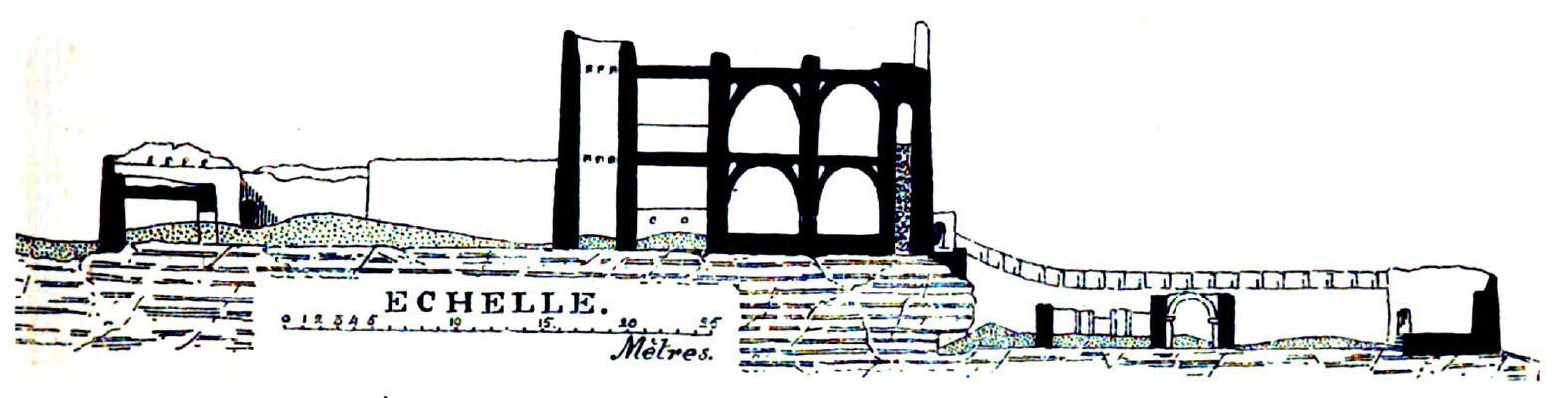
Coupe Ouest-Est du monastère selon J. de Morgan

L'escarpement séparant les deux espaces est creusé de quelques grottes ayant servi de carrières durant l'Ancien et le Moyen Empire. L'une d'entre elles située au nord immédiat de l'église aurait été, d'après la tradition, l'ermitage d'Anba Hadra.
L'ensemble de l'espace bâti occupe une surface en forme de trapèze, trois des côtés mesurent cent mètres, le quatrième situé à l'ouest atteint cent-cinquante mètres. Un mur de six mètres de haut entoure le monastère, il est composé de moellons surmontés de briques d'argile, il est renforcé de piliers tous les cinq mètres et ouvert à l'est et à l'ouest par des porches de 5 × 5 m.

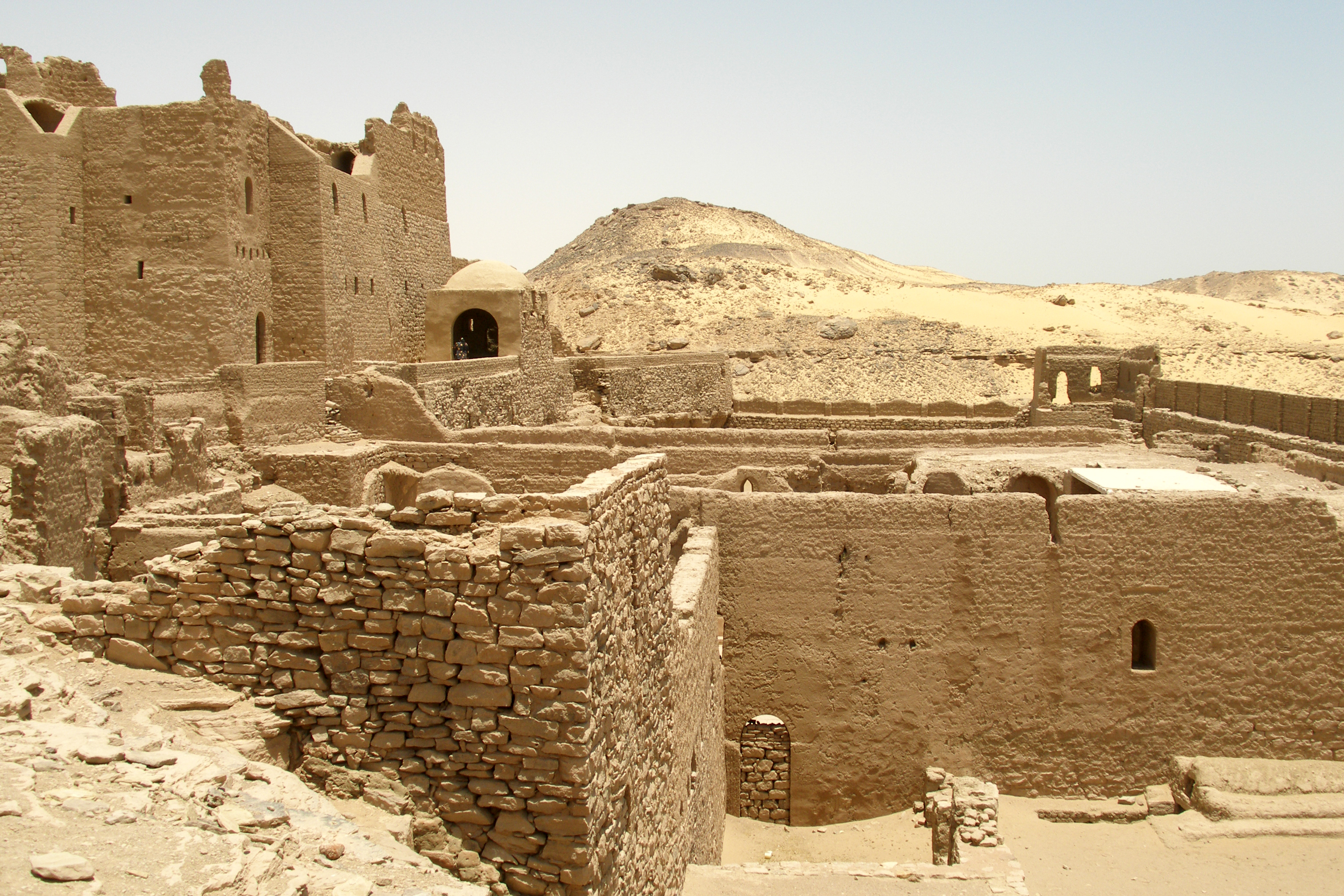
Vue du mur d'enceinte et des deux niveaux

### Niveau inférieur
Le niveau inférieur est occupé par un nombre important de constructions réparties autour de deux cours ouvertes au nord et au sud :
- Un bâtiment central sépare les deux cours, il s'agit de la grande église du monastère, elle occupe un espace de trente mètres de long sur dix-huit mètres de large. Un vestibule menait, au nord, vers plusieurs pièces à usage probablement liturgique (chapelle ou baptistère).
- L'entrée de la grotte considérée traditionnellement comme l'ermitage de d'Anban Hadra est masquée derrière l'angle nord-ouest de l'église.
- Au sud, une construction irrégulière abritait un four à deux foyers superposés, elle était flanquée d'une installation circulaire qui aurait pu être l'emplacement d'un moulin.
- Le long du mur oriental, face à l'église, cinq pièces équipées chacune de plusieurs banquettes auraient pu être à l'usage de visiteurs.

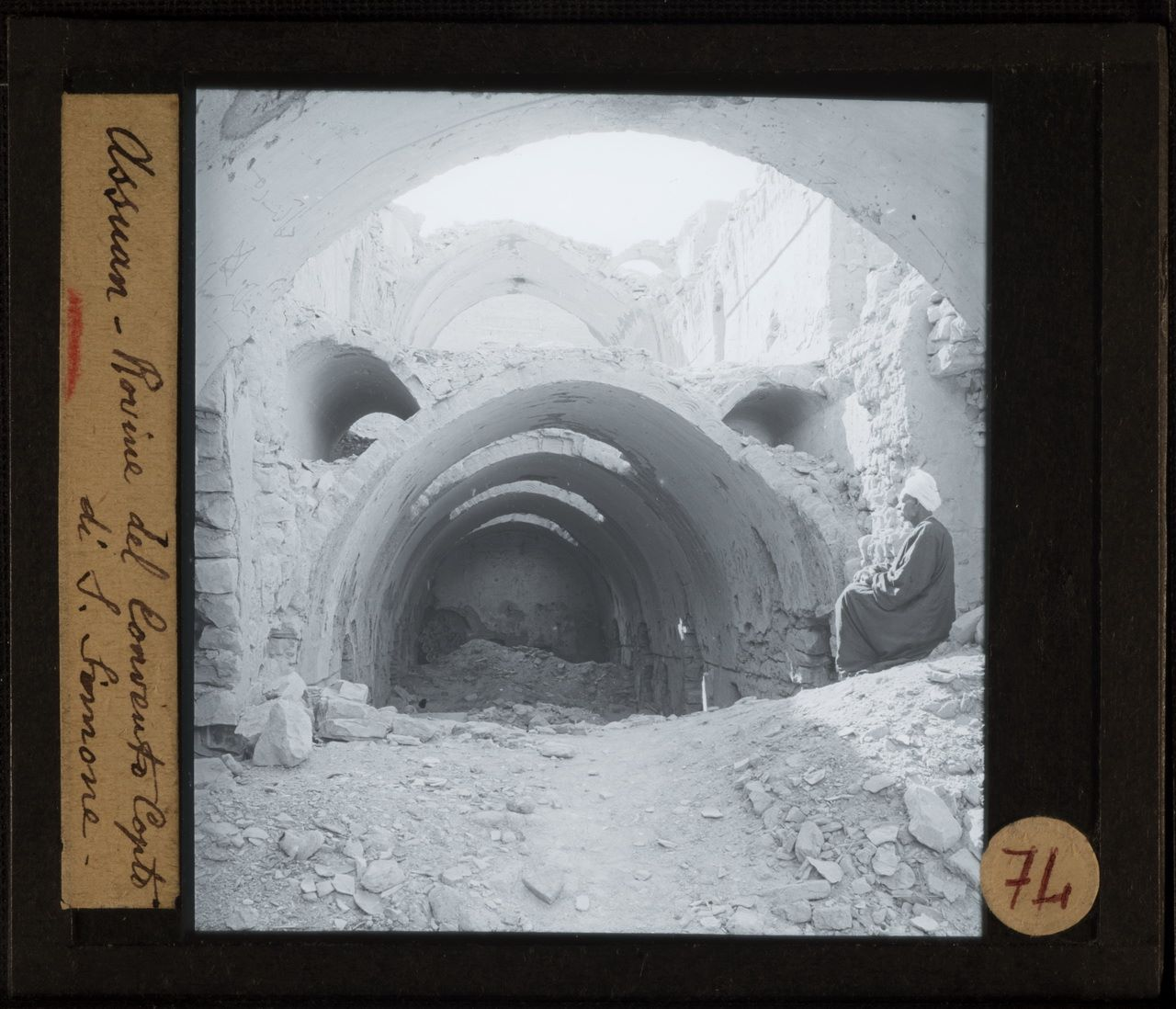
Les ruines du monastère dans une photographie de la fin du XIXe siècle
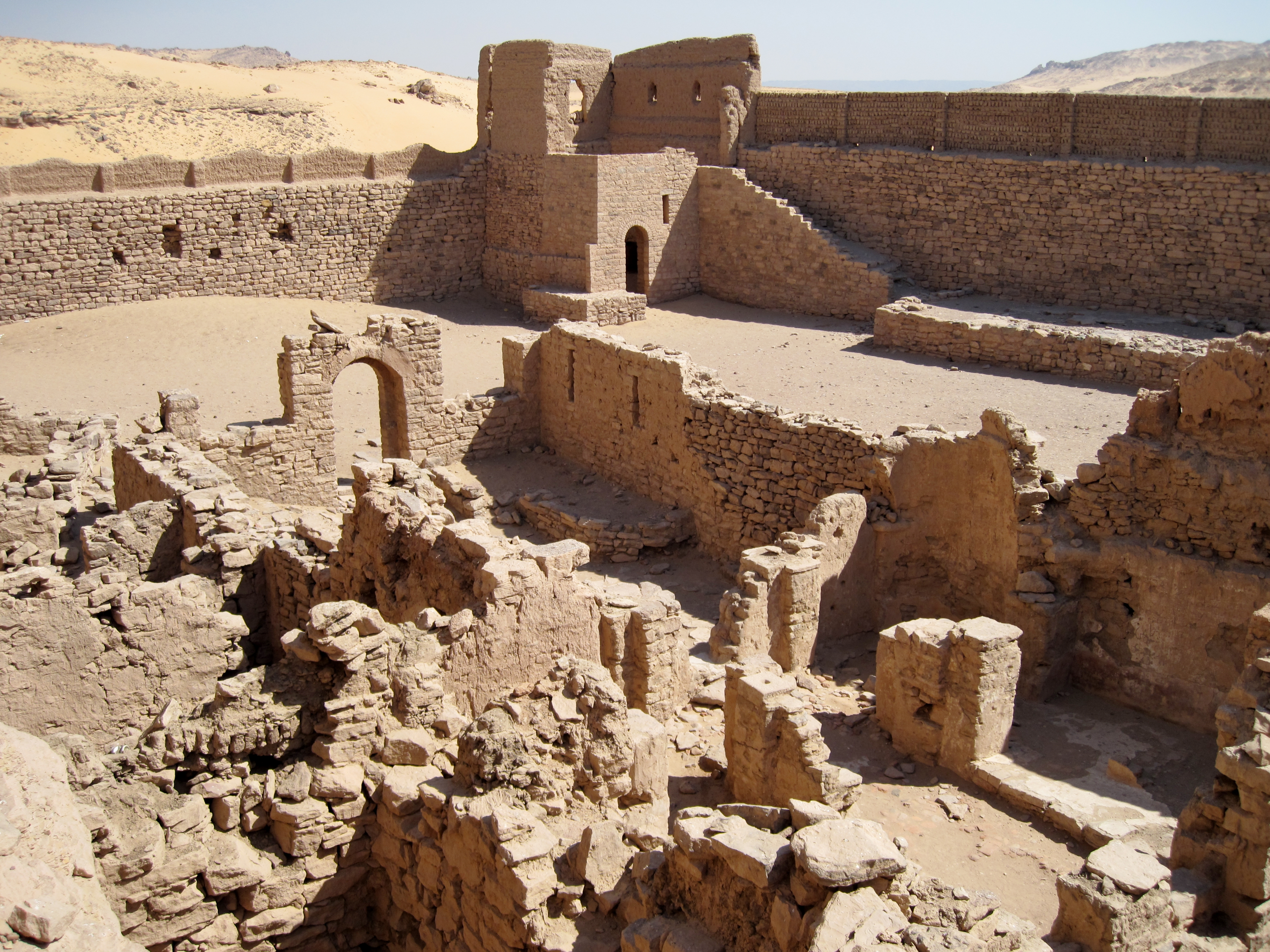
Cour nord du niveau inférieur

L'église est constituée d'une longue nef (naos) séparée des deux bas-côtés par des rangées de piliers rectangulaires, la nef se prolonge à l'est par le sanctuaire (haïkal) précédé du Hurus. Le Hurus était une pièce transversale située entre le naos et le haïkal, une grille en bois la séparait du naos. De nombreuses églises coptes et nubiennes comportaient cet espace au Moyen Âge, il disparaitra plus tard (cette pièce était probablement destinée aux religieux). De part et d'autre du haikal, au nord et au sud, se trouvent les pastophoria destinés à la préparation de l'office. Le mur occidental de la nef s'appuie sur l'escarpement rocheux, il est percé d'une grande niche et de deux petites. La nef centrale (naos) était composée de deux grandes pièces couvertes chacune d'une grande coupole à trompes d'environ huit mètres de diamètre. Le sol semble avoir été recouvert de stèles funéraires et lors des fouilles de 2017, un bassin a été mis au jour dans l'espace du naos, il s'agirait d'un « bassin d’Épiphanie » utilisé le jour de l'épiphanie et lors de la semaine sainte pour le lavement des pieds des fidèles. Le sanctuaire comportait une plus petite coupole dont il ne reste que quelques vestiges. La construction de cette église aurait débuté au milieu du Xe siècle et se serait poursuivie jusqu'au début du XIIe siècle. Une reconstitution 3D de l'église est visible dans un article de Sebastian Richter. Son architecture peut être rapprochée de celle de l'église de Kulb témoignant d'une culture commune entre la Haute-Égypte et la Nubie voisine (Makurie). Contrairement à ce que les historiens avaient supposé, ce type d'église se serait développé dans la région d'Assouan indépendamment des églises de caractéristiques analogues dans l'espace gréco-byzantin,.

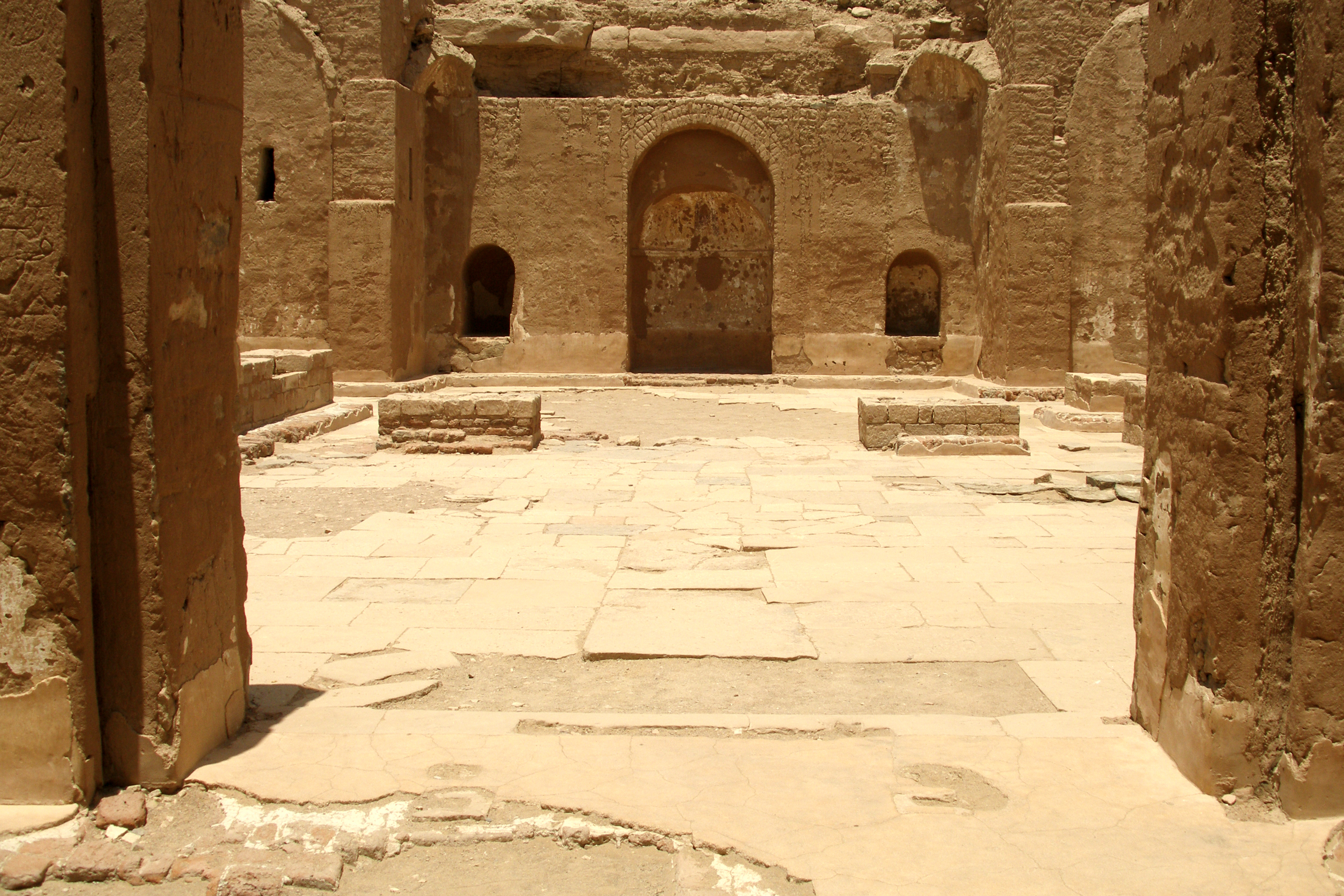
La nef et le mur occidental.
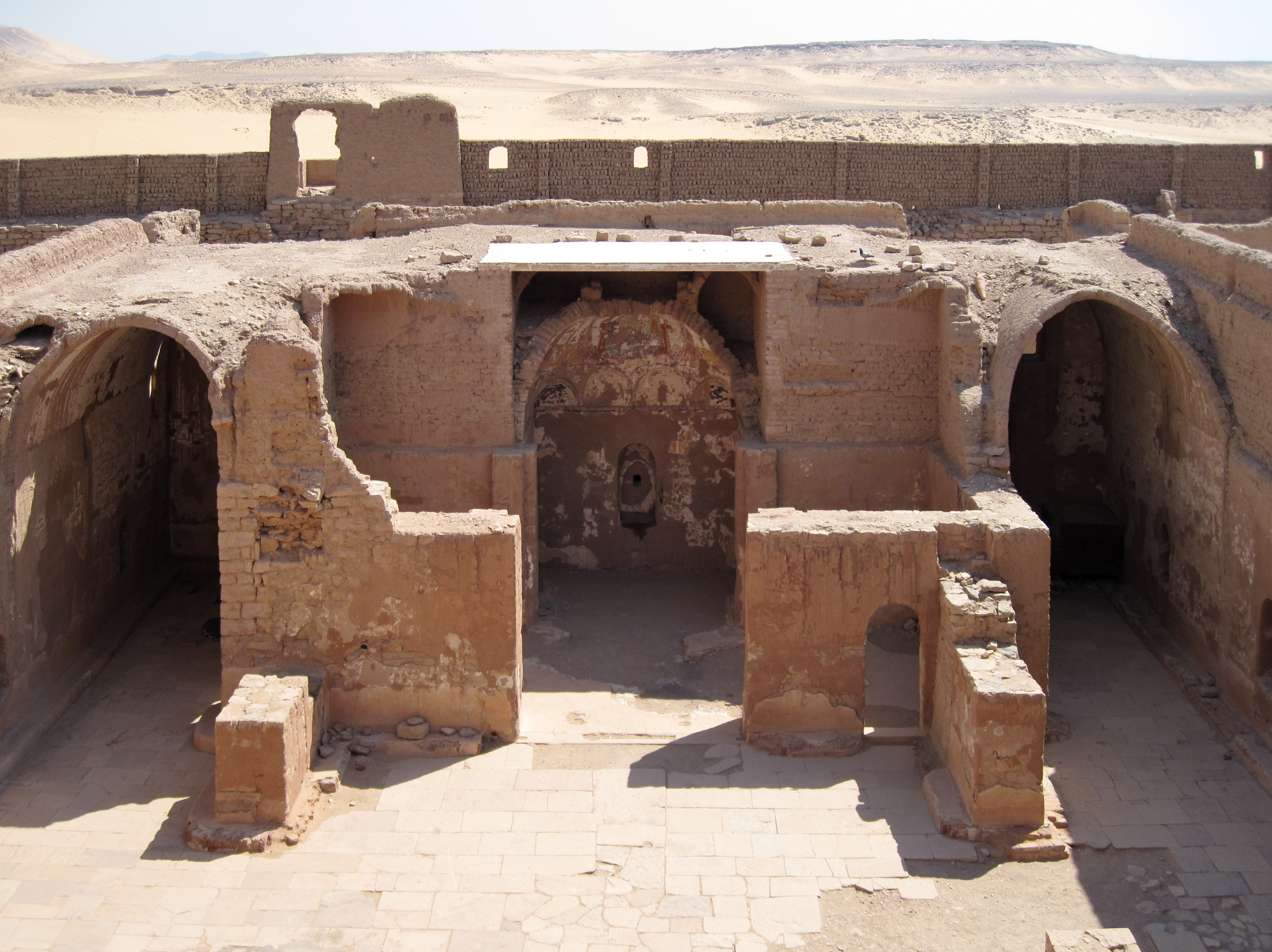
Hurus tranversal, haïkal et vestiges de la coupole du sanctuaire.
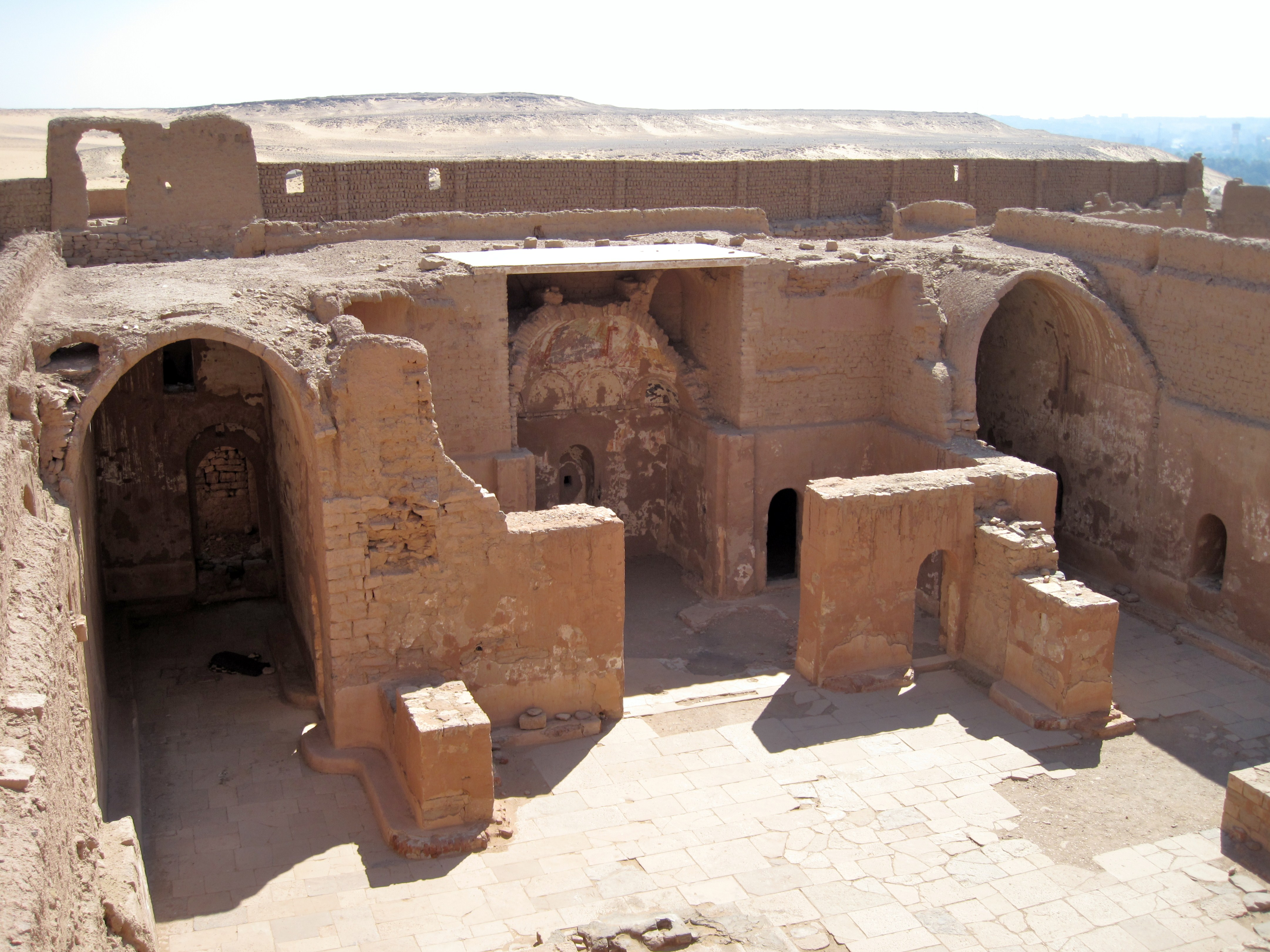
Hurus, haïkal et entrée du pastophorium sud.

### Niveau supérieur
Plusieurs ensembles de constructions occupent le niveau supérieur :
- au nord, le qasr, bâtiment fortifié qui hébergeait les moines,
- au nord-ouest, des dépendances dont la destination est incertaine,
- au sud-est, des bâtiments très mal conservés, les archéologues émettent l'hypothèse qu'ils pourraient correspondre à une tannerie,
- au sud-ouest, un groupe de bâtiments considéré comme le centre artisanal du monastère, associé à des salles de stockage le long de l'enceinte occidentale.

Le qasr est un bâtiment massif qui devait s'élever sur deux à trois étages. L'entrée, au sud-est s'ouvre sur un escalier menant aux étages et sur un long couloir desservant les cellules monacales, un même couloir devait desservir les cellules situées à l'étage ou aux étages supérieurs. Chaque cellule était équipée de lits en brique d'argile. Au nord une vaste pièce comporte de grands bancs circulaires en briques, configuration caractéristique des réfectoires des monastères de Haute-Égypte. Une cuisine est attenante au réfectoire à l'ouest.

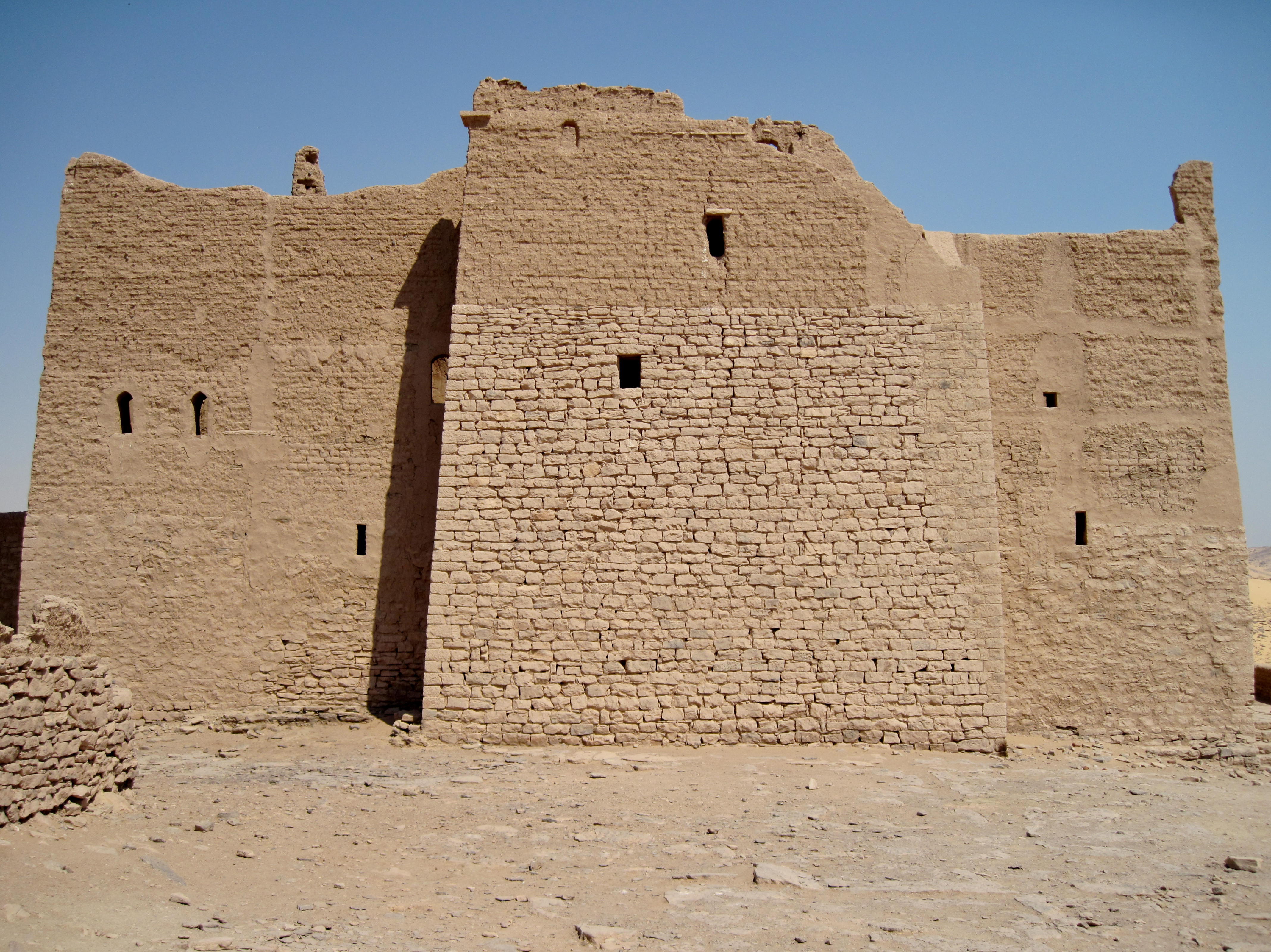
Le qasr.
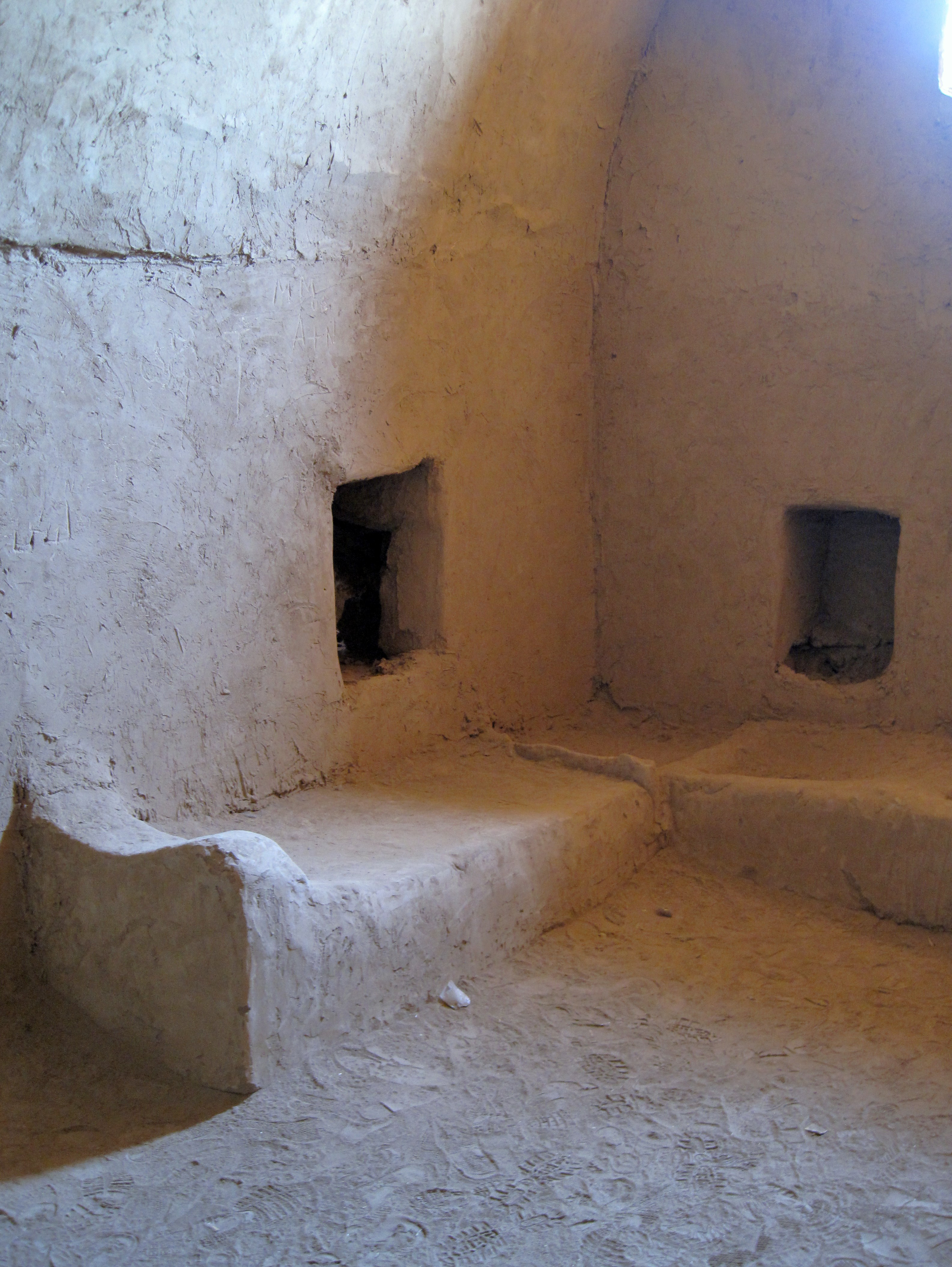
Une cellule monacale.
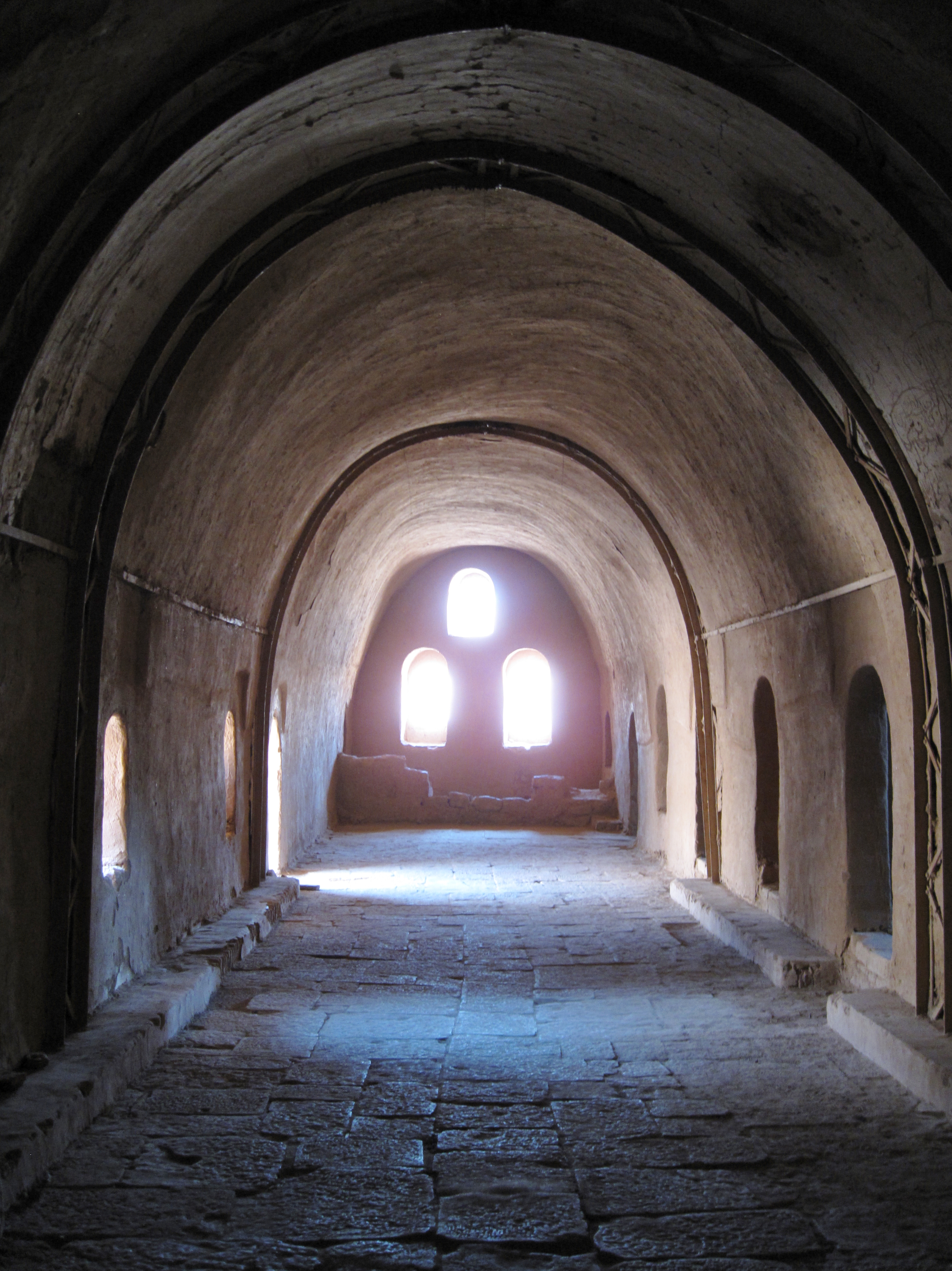
Couloir d'accès aux cellules.
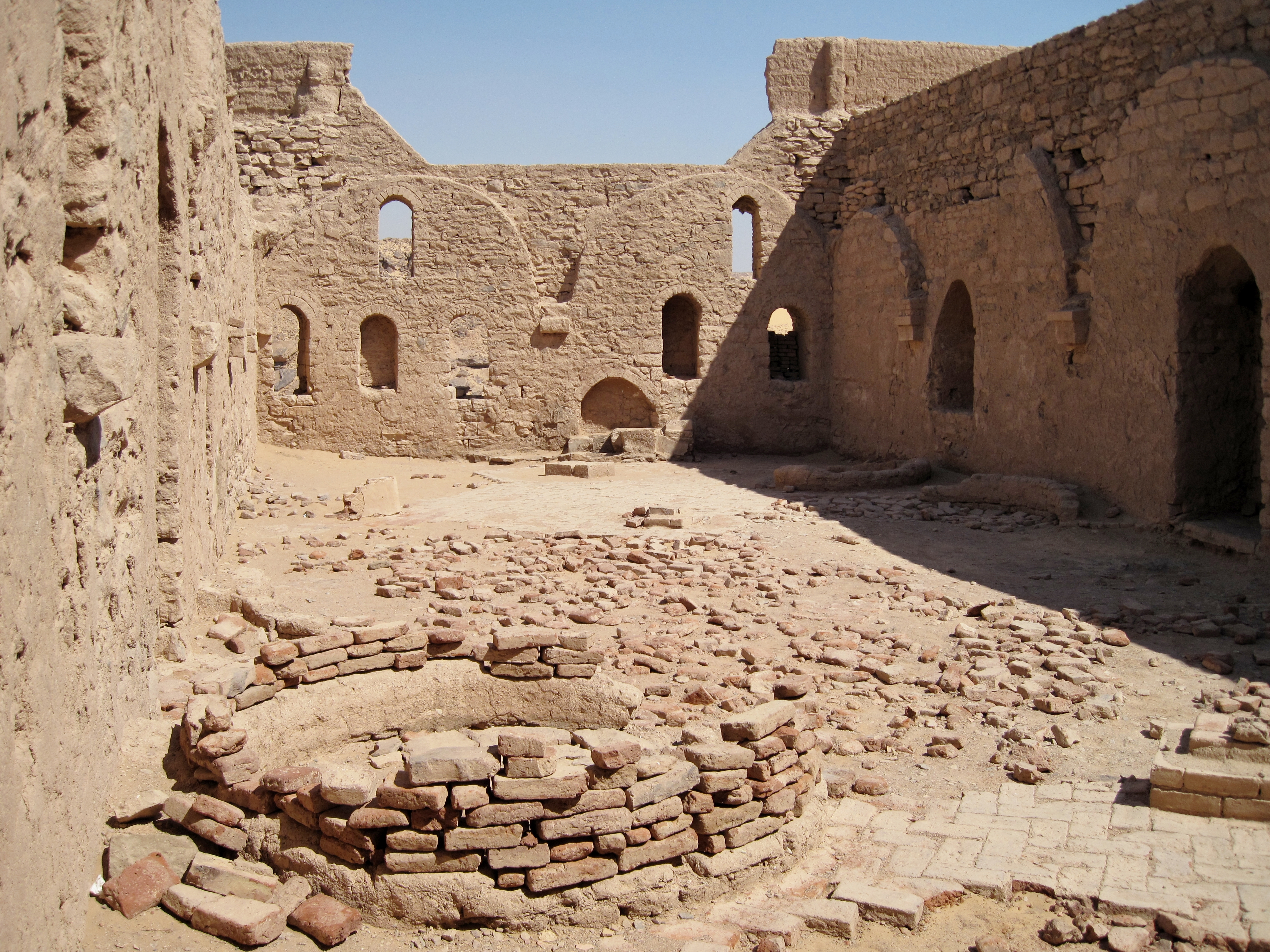
Le réfectoire.

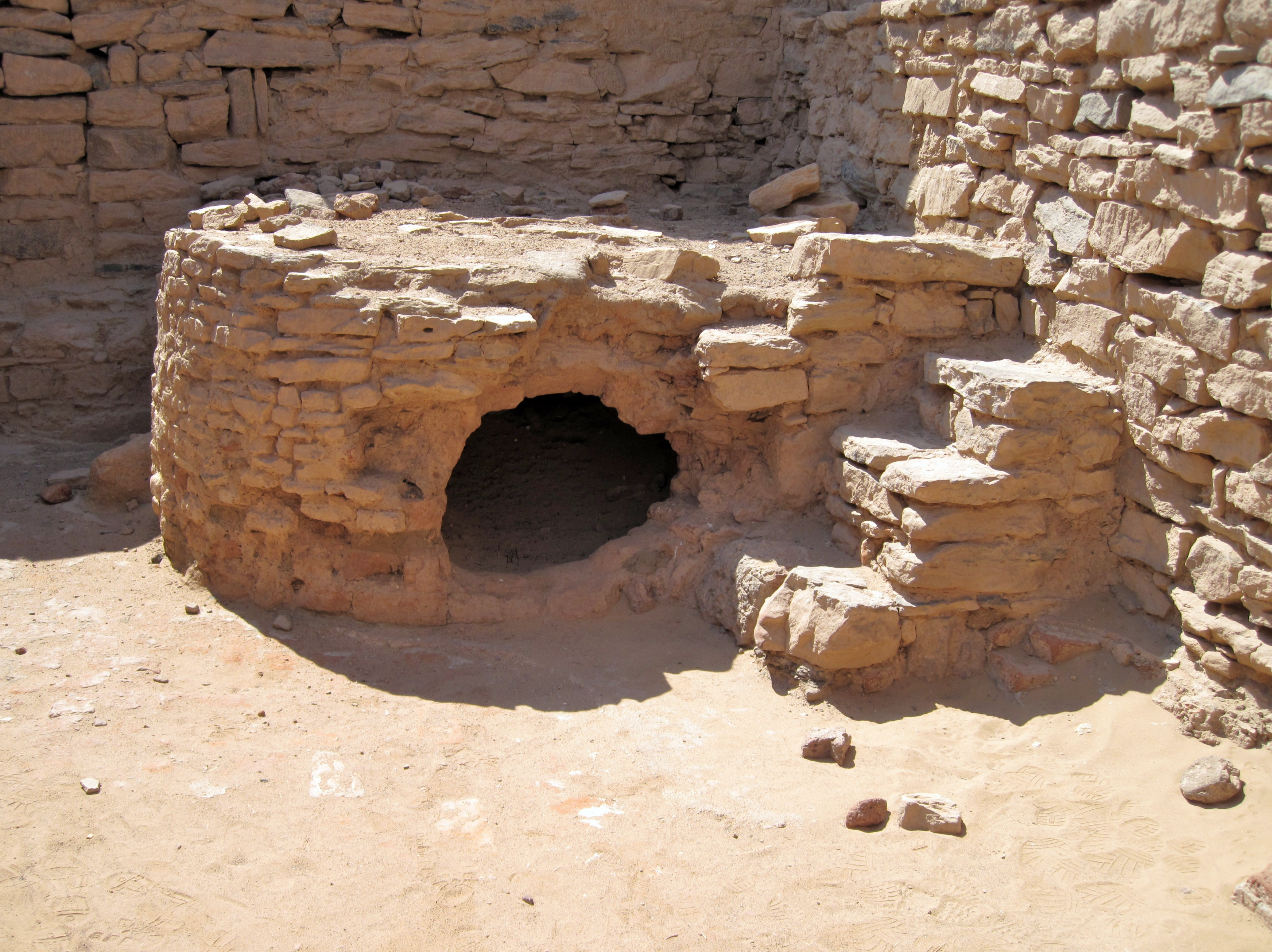
L'un des fours à pain

Le centre artisanal situé au sud-ouest du Qasr a fait l'objet d'une étude archéologique détaillée durant le déroulement du programme Deir Anba Hadra Projekt. Cet espace était originellement occupé par un oratoire, il sera remplacé durant une période par une étable puis le complexe artisanal s'est développé à partir des VIe et VIIe siècles. Plusieurs ateliers y furent développés :
- une boulangerie équipée de quatre puis de cinq fours à pain (un grenier à grain y était annexé),
- un moulin à huile de ricin,
- un pressoir à vin dont la présence a été confirmée par les études archéobotaniques (présence de nombreux grains de raisin),
- un atelier de production de garum.

Toutes ces productions étaient destinées aux résidents du monastère.

## Peintures murales
De nombreuses peintures murales ont disparu depuis la visite des savants de la fin du XIXe siècle au début du XXe siècle. Les historiens de l'art peuvent néanmoins étudier les photographies effectuées à cette époque par plusieurs visiteurs (J. H. Insinger ; W. Bok ; le Père jésuite Michel Marie Jullien ; Jean Clédat ; le prince Jean-Georges de Saxe, Jean Capart, Maurice Pillet).
La fresque de la demi-coupole du chœur de l'église a fait l'objet d'un reproduction lors de sa découverte en 1893. Le Christ y trône entouré d'une mandorle, il tient un livre dans sa main gauche et bénit de sa main droite. La mandorle est surmontée de la lune et du soleil. Le Christ est accompagné de deux anges à sa gauche et à sa droite, l'un des deux anges porte un disque. À la droite de la composition, un personnage non identifié porte un curieux nimbe carré.

Fresque de la demi-coupole du chœur de l'église
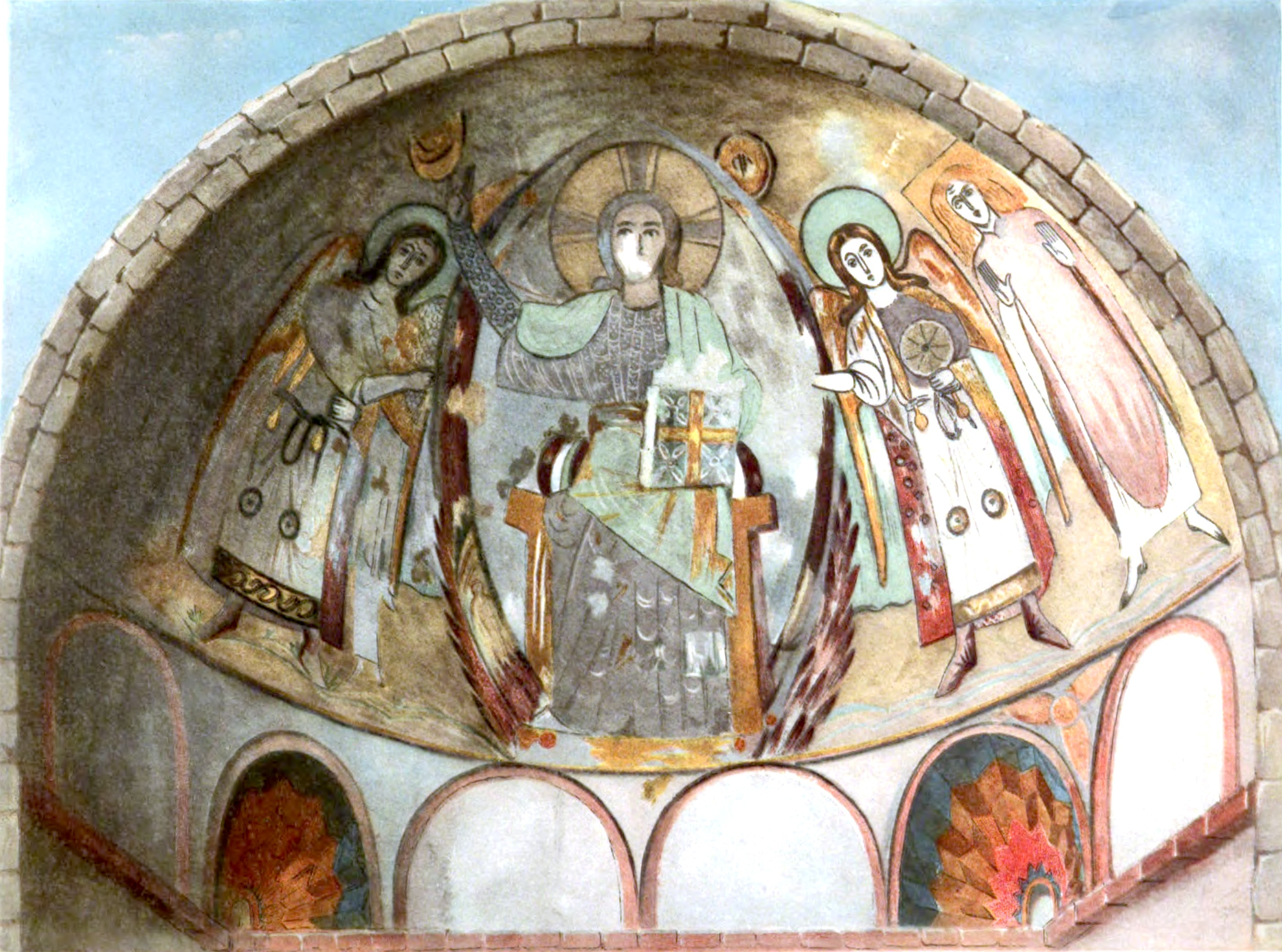
Lors de sa découverte par J. de Morgan en 1894
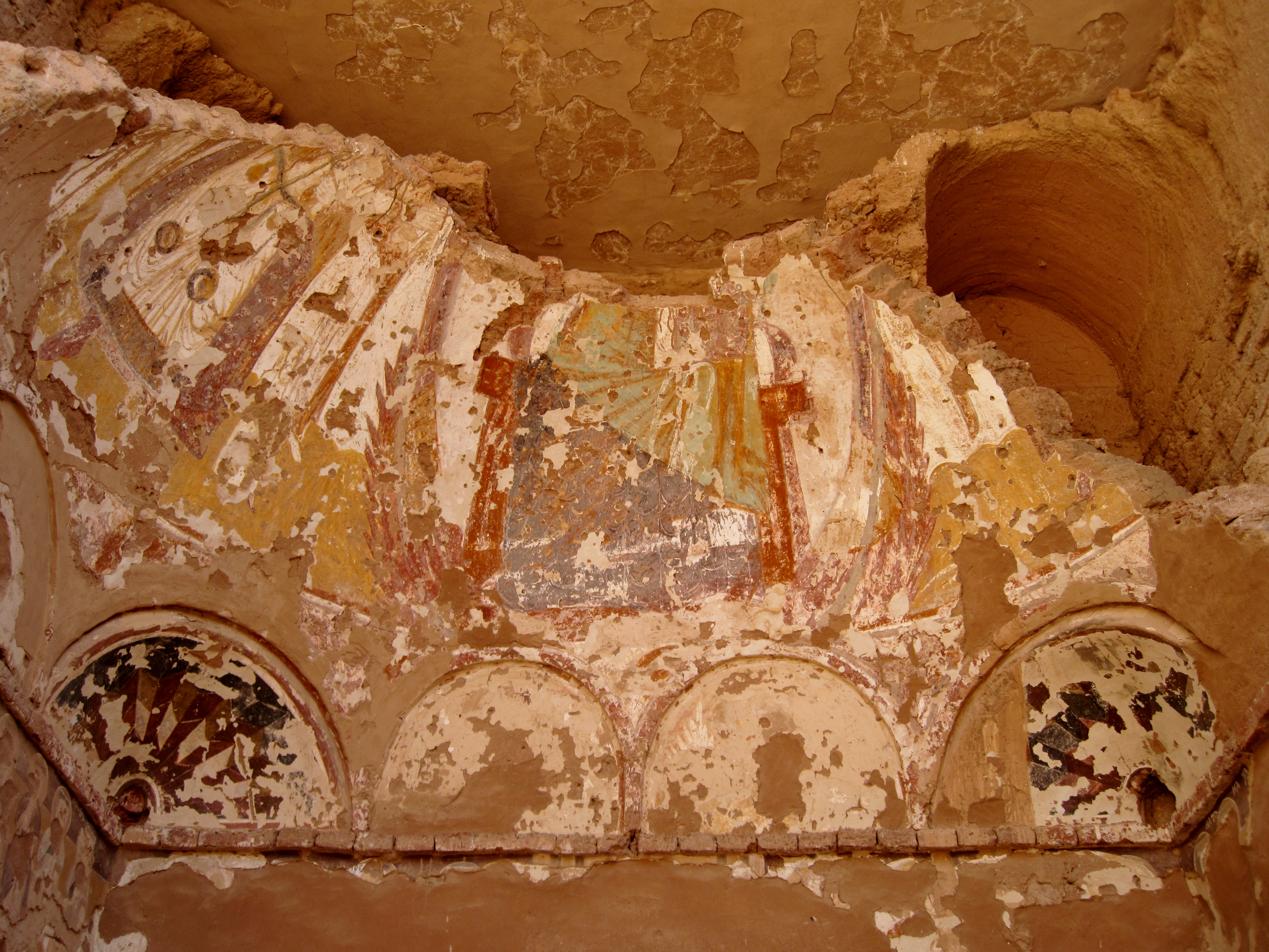
État actuel de la demi-coupole du chœur

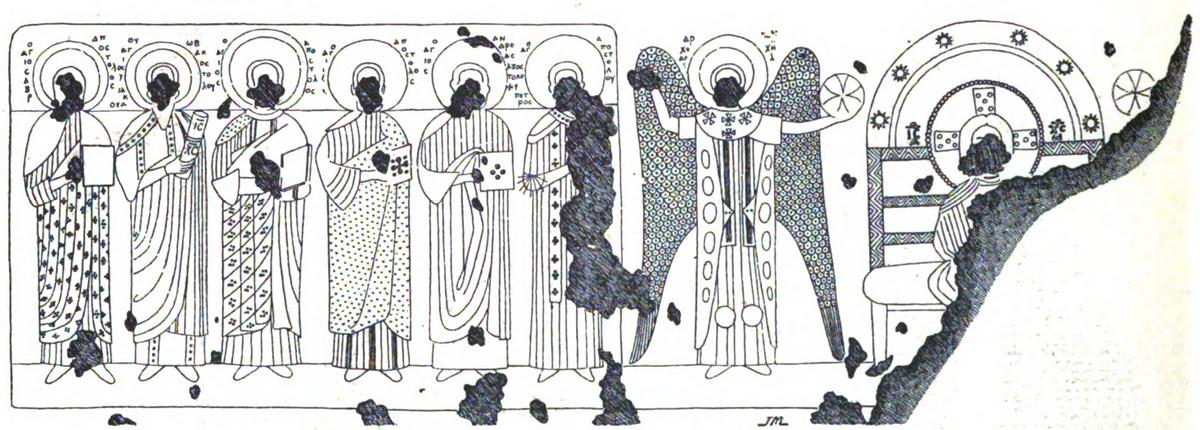
Fresque du grand couloir

D'autres peintures étaient encore visibles sur les murs de l'église et dans les chapelles, mais elles avaient pratiquement disparues au début du XXIe siècle. À l'étage supérieur de l'église, un long couloir comportait une suite représentations des douze apôtres, six à gauche, six à droite (disparus), les deux groupes étant séparés par des figures d'archange et par un Christ trônant.
C'est durant la même étude du monument effectuée par Jacques de Morgan et les savants qui l'accompagnaient que furent relevées les peintures de l'« ermitage » ou « grotte d’Anba Hadra ». Ces peintures avaient probablement été nettoyées par Monneret de Villard. Le plafond est peint d'un entrelacs géométrique enserrant des portraits de saints dont les visages ont malheureusement été martelés. Les murs étaient recouverts d'une galerie de deux groupes de trente six saints représentant probablement les soixante dix disciples de Jésus ainsi que les principaux saint coptes.

Plafond de l'ermitage
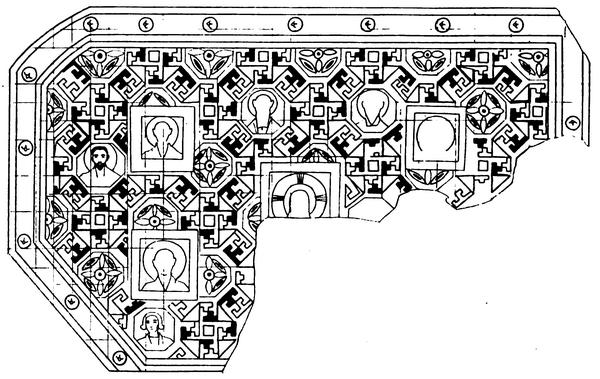
Fresque creusée dans le roc
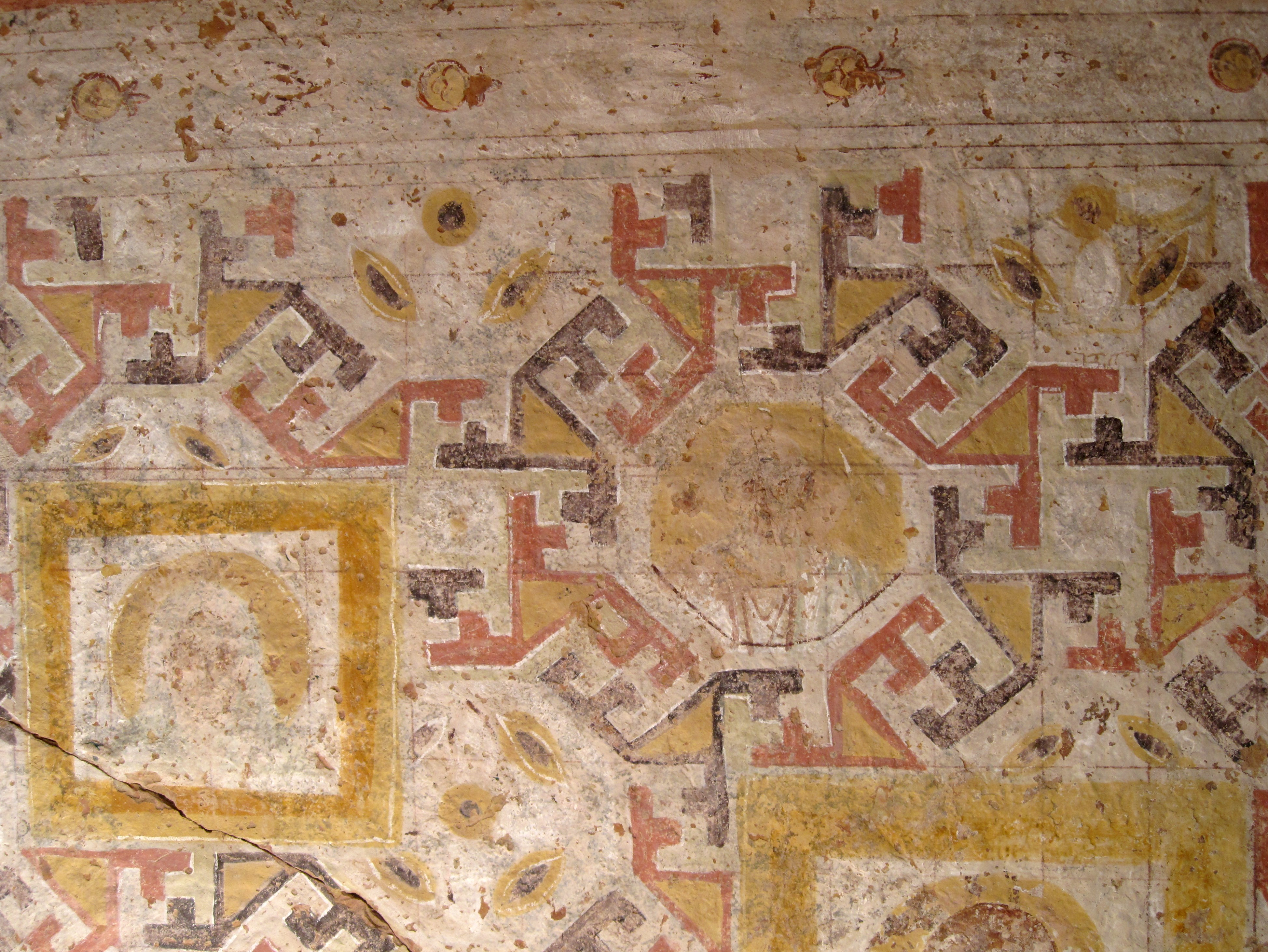

## Études et recherches
La première reproduction du monastère date de la campagne de Bonaparte en Égypte ; elle est due à Dominique Vivant Denon, qui ne fait toutefois qu'une description très succincte de l'ensemble monumental. À la fin du XIXe siècle, Gaston Maspero, alors Directeur du Service de conservation des antiquités d'Égypte, visite plusieurs fois le site et y entame quelques travaux de conservation. En 1894, une équipe dirigée par Jacques de Morgan étudie le monastère et publie en 1894, des copies d'inscriptions, des reproductions de peintures murales et un plan du site. Entre 1924 et 1926, Monneret de Villard mène deux campagnes de fouilles archéologiques et reconstruit une partie des bâtiments avec la même technique que les bâtisseurs médiévaux ; cela lui sera reproché car il est maintenant difficile de faire la différence entre les vestiges du Moyen Âge et ces reconstructions. Les travaux de Monneret de Villard ont été documentés mais beaucoup de ses écrits n'avaient pas encore été retrouvés en 2022.

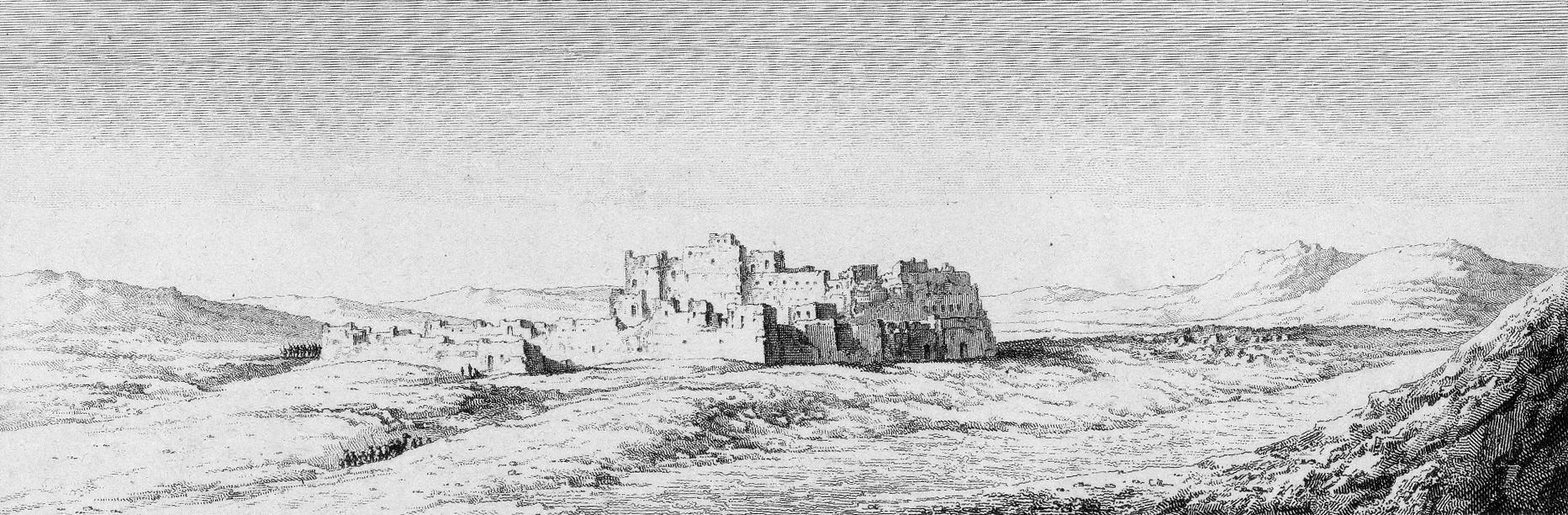
Monastère de Deir Anba Hadra en 1799 (dessin de Dominique Vivant Denon)

Il faudra attendre jusqu'en 2013 pour que des travaux de recherche soient de nouveau entrepris sur le site dans le cadre du Deir Anba Hadra Projekt. Ce projet est mené par le Institut archéologique allemand du Caire (de) (Direction Tonio Sebastian Richter (de)) en partenariat avec le Exzellenzcluster Topoi de l'université Humboldt de Berlin. Il comprend plusieurs volets :
- des études épigraphiques coptes et arabes,
- l'historique de la construction de l'église,
- des fouilles archéologiques,
- de l'archéobotanique,
- l'étude des peintures murales.